# Канјон Лејк (Калифорнија)
Канјон Лејк (енгл. Canyon Lake) град је у америчкој савезној држави Калифорнија. По попису становништва из 2010. у њему је живело 10.561 становника.

## Демографија
Према попису становништва из 2010. у граду је живело 10.561 становника, што је 609 (6,1%) становника више него 2000. године.
| Група             | 2000.         | 2010.         |
| Белци             | 8.679 (87,2%) | 8.630 (81,7%) |
| Афроамериканци    | 81 (0,8%)     | 128 (1,2%)    |
| Азијати           | 153 (1,5%)    | 190 (1,8%)    |
| Хиспаноамериканци | 848 (8,5%)    | 1.303 (12,3%) |
| Укупно            | 9.952         | 10.561        |